# Aurel Popa
Aurel Popa (n. 24 iulie 1954, Galați) a fost șeful Statului Major al Forțelor Navale în perioada 1 iulie 2010 - 20 decembrie 2013. A trecut în rezervă la sfârșitul anului 2013 cu gradul de amiral.